# 狂走セックス族
『狂走セックス族』（きょうそうセックスぞく）は、1973年公開の日本映画。渡瀬恒彦主演、皆川隆之監督。『仁義なき戦い 広島死闘篇』の併映作。

## 概要
皆川隆之の監督デビュー作で、東映に於けるバイカー＝暴走族映画、1968年から始まる 梅宮辰夫主演「不良番長シリーズ」と、岩城滉一主演で1975年から始まる「暴走族シリーズ」の中間に一本だけ製作されたバイカー映画。

## ストーリー
スピード狂の淳哉（白井孝史)は欲求不満をバイクにぶつけ、仲間と毎日の様に猛スピードでぶっ飛ばしていた。ある日、白バイ警官・本郷(渡瀬恒彦)がナナハンの白バイで追跡し淳哉は捕まってしまう。以来、淳哉は白バイ警官を出し抜くべくナナハンをゲットし、改造を繰り返して本郷に挑む。バイクに乗ることでのみ自身の存在を確信する無軌道な男と、白バイ警官という職業を選ばなければバイクに乗ることを許されなかった男。二人は結局、互いにバイクを飛ばし、潰しあうことでしかその溝を埋めることができなかった。

## キャスト
- 本郷晃：渡瀬恒彦
- 川口淳哉：白井孝史
- 木原宏子：杉本美樹
- 文子：伊佐山ひろ子
- 史郎：寺田宗雄
- 修：町田政則
- 雪夫：青木卓司
- 千枝：高木志麻
- ユカ：愛田ジュン
- 川口敦：名和宏
- 松代：三原葉子
- 蛭巻：戸浦六宏
- 生沢：殿山泰司
- 野次馬：片桐竜次
- 野次馬：松本泰郎
- 若者：有田剛

## スタッフ
- 監督・皆川隆之
- 脚本：皆川隆之・鈴木則文
- 企画：天尾完次・今川行雄
- 撮影：増田敏雄
- 音楽：上田正樹
- 美術：竹川輝夫
- 録音：格畑学
- 編集：神田忠男
- 照明：北口光三郎

## 製作

### 製作経緯
1973年、梶芽衣子主演の「女囚さそりシリーズ」は、劇場ラインの中軸として年2本の新作を予定していたが、同年2月、梶が「テレビ版同棲時代」の強行撮影での過労を理由に「女囚さそりシリーズ」第三弾『女囚さそり けもの部屋』の出演を拒否。当初、『女囚さそり けもの部屋』は、『非情学園ワル』との併映で3月の劇画週間での公開を予定していたが、この煽りでこの枠にゴールデンウィーク映画『仁義なき戦い 広島死闘篇』との併映を予定していた人気シリーズ・杉本美樹、池玲子ダブル主演による「恐怖女子高校シリーズ」第2作『恐怖女子高校 暴行リンチ教室』（鈴木則文監督)が繰り上がった。穴の開いた『仁義なき戦い 広島死闘篇』の併映の穴埋めとして急遽製作されたのが本作となる。
監督の皆川隆之は高校時代から八木保太郎に師事してシナリオを書いていた人で、東映入社後も助監督を続けながら「女番長シリーズ」の脚本などを書いていた。岡田茂東映社長から、東映ポルノ路線の全責任を任されていた天尾完次プロデューサーは、"アンチ"やくざ映画の立場をとり、自身の領域を確保しようと若い才能を取り込もうとしていた。こうして天尾に目をかけられた皆川が、日本映画衰退期の当時としては異例の若さでの監督昇格となった。

### 企画・脚本
皆川は当時、ホンダを皮切りに続々発売されたナナハンを最初に映画に使いたいと考え、ナナハンを画面中に走らせて、スピードに憑りつかれて狂ったように駆ける若者を描きたいと発想、枝を全部払ってオートバイをめぐる若者の対決に絞り、感情移入を排した映画を構想した。皆川も『イージー・ライダー』などのアメリカン・ニューシネマのファンだった。「狂走族」というのは、当時流行しかかっていた言葉で、本作のタイトルも最初は『狂走族』だけだった。しかし岡田茂東映社長が「セックス」を付け足し『狂走セックス族』となった。皆川は「なんでセックスが付いてくるのかねぇ」と話している。天尾プロデュースであるため、バイクに乗りながらオナニーする女暴走族集団をさりげなくインサートしている。

### キャスティング
主役は白石襄で撮影に入っていたが、急に免許を取ったため、家の前にバイクで止まるシーンでロックがかかり体が前に飛び骨折。封切り日が決まっていて完治を待つことが出来ず、急遽ピラニア軍団の一員・白井孝史 を主役に変更した。白井の主役は本作一本のみ。白バイ警官役の渡瀬恒彦は当時はまだおとなしく真面目だったという。殺伐とした物語に華を添えるのは、エロス漂う杉本美樹。伊佐山ひろ子は、皆川が新宿の同じ店の常連で出演を頼んだもの。

### 撮影
オープニングでは、当時では珍しい地面スレスレの車載カメラによる走行シーンの映像がある。撮影用のバイクを1台用意して16mmのカメラを取り付けて撮影した。編集のクレジットは神田忠男だが、ノンクレジットの当時若手・市田勇が上手く繋いで迫力を出してくれたと皆川は話している。

### 音楽
デビュー直前の上田正樹とサウストゥサウスの演奏シーンがフルコーラス収録されているが、上田の公式プロフィールにも記載されていない。本作の宣伝担当・佐々木嗣郎がもず唱平と知り合いで、上田を紹介してもらった。

### タイアップ
バイクメーカーからのタイアップは得られなかったが、アライからタイアップが得られ、ヘルメット他を調達できた。ラストにヘルメットでの殴打シーンがある。

## 同時上映
『仁義なき戦い 広島死闘篇』
- 主演 - 菅原文太、監督 - 深作欣二